# Deodates
Les deodates (també conegudes com a deodanades) eren comunitats femenines laiques que van sorgir a Catalunya durant l'Edat Mitjana. Eren dones dedicades a la vida religiosa i a l'assistència als malalts i pobres, però sense pertànyer a cap orde monàstic oficial. El terme deriva del llatí deodatus, que significa «donada a Déu». Aquestes comunitats van sorgir en un context en què l’Església controlava estrictament la fundació de nous ordes religiosos. Les deodates buscaven una forma alternativa de vida devota, sovint vinculant-se amb ermites o capelles i assumint regles com la de sant Agustí.
A Catalunya, es coneixen diverses comunitats de deodates, com ara, la de Santa Maria de Sales, a Viladecans, activa al voltant de l'any 1300, que administrava terres i desenvolupava activitats assistencials, o la de Santa Maria de Montalegre, a Tiana, on les germanes prestaven servei a les parròquies properes, tot documentant-se també conflictes amb el bisbe Ponç de Gualba al segle xiv.
Les deodates tenen paral·lelismes amb les beguines, comunitats de dones laiques presents sobretot a l’Europa del Nord. Ambdues compartien la vida devota i l’assistència social sense professió monàstica formal, però les deodates estaven més localitzades a Catalunya i sovint vinculades a ermites o capítols canònics. Amb el temps, moltes deodates van desaparèixer o van ser integrades en ordes religiosos oficials, especialment després del Concili de Trento (1545–1563), que reforçava la clausura monàstica femenina.